# Martín Cuevas
Martín Cuevas Urroz (nascido em 14 de janeiro de 1992) é um jogador uruguaio de tênis profissional, irmão do também tenista Pablo Cuevas.